# Colchicum neapolitanum
Colchicum neapolitanum là một loài thực vật có hoa trong họ Colchicaceae. Loài này được (Ten.) Ten. miêu tả khoa học đầu tiên năm 1826.